# Aplidium vanhoeffeni
Aplidium vanhoeffeni är en sjöpungsart som beskrevs av Hartmeyer 1911. Aplidium vanhoeffeni ingår i släktet Aplidium och familjen klumpsjöpungar. Inga underarter finns listade i Catalogue of Life.